# Franklin (Tennessee)
Pour les articles homonymes, voir Franklin.
Franklin est une ville de l'État du Tennessee aux États-Unis. C'est le chef-lieu du comté de Williamson. La population était de 55 870 en 2006 sur une superficie de 78 km2.
La seconde bataille de Franklin'se déroula à Franklin le 30 novembre 1864, durant la guerre de Sécession. L'Armée de l'Union en ressort victorieuse.

## Patrimoine
Le temple maçonnique de la loge Hiram, à Franklin, est le site des négociations qui débouchèrent sur le traité de Franklin, le premier des traités de déportation des Amérindiens adopté suite à l'Indian Removal Act de 1830.

## Jumelage
- Bad Soden am Taunus (Allemagne)[1]